# Xorides exquisitus
Xorides exquisitus är en stekelart som först beskrevs av Tosquinet 1903.  Xorides exquisitus ingår i släktet Xorides och familjen brokparasitsteklar.

## Underarter
Arten delas in i följande underarter:
- X. e. xanthopleurus
- X. e. ceylonicus